# 쓰루기지촌
쓰루기지촌(剱地村)은 이시카와현 후게시군에 설치되었던 촌이다.